# Razón

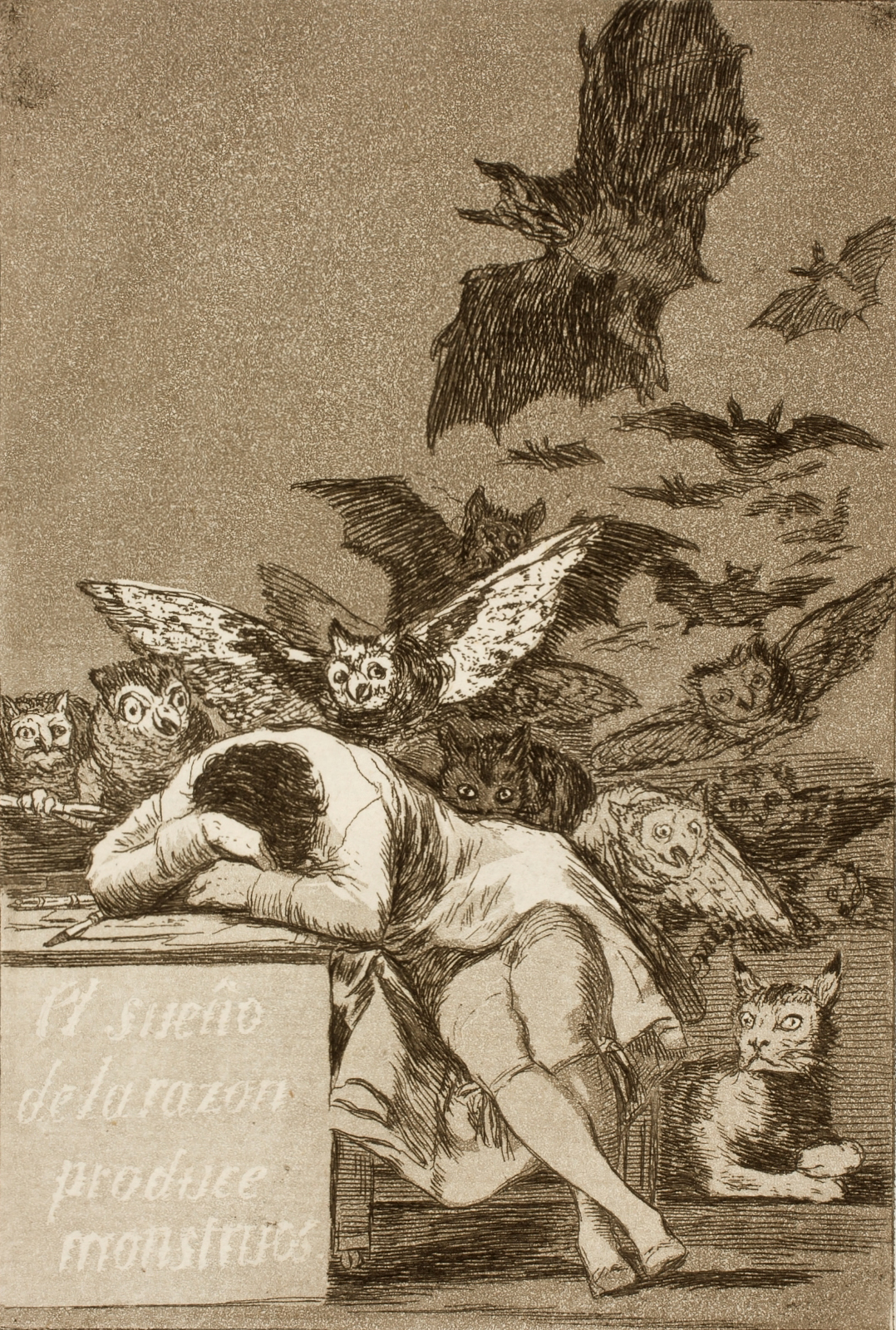
El sueño de la razón, de Francisco de Goya y Lucientes.

La razón es la facultad del ser humano de pensar, reflexionar para llegar a una conclusión o formar juicios de una determinada situación o cosa.La palabra razón proviene del latín ratio, rationis que significa “cálculo, razón o razonamiento”.
No obstante, el término razón puede tener varios significados según cómo sea empleada. La razón es el argumento que una persona alega para probar algo o persuadir a otra persona de sus argumentos. Asimismo, razón es la causa determinante del proceder de una persona y de un hecho.
El razonamiento puede ser deductivo, es decir, que la conclusión está comprendida en las premisas, e inductivo, si se logran conclusiones generales de algo particular.

## Principios lógicos que rigen la razón
Para su cometido, la razón se vale de principios, que por su naturaleza tautológica (se explican en sí mismos), el humano asume íntima y universalmente como ciertos. Estos son descritos por la lógica que es la disciplina encargada de descubrir las reglas que rigen la razón. 
- El principio de identidad: que evidencia que un concepto es ese mismo concepto (A es A).
- El principio de no contradicción: que evidencia que un mismo concepto no puede ser y no ser a la vez (A no es negación de A).
- El principio del tercero excluido: que evidencia que entre el ser o no ser de un concepto, no cabe situación intermedia (A es, o no lo es).

Utilizando estos principios, la razón humana es capaz de otorgar coherencia o contradicción a las proposiciones, atendiendo no tanto a su contenido como a sus relaciones lógicas. Así por ejemplo, la proposición "Si todos los mangulibrios tienen el mango corchado; y los manguletes son mangulibrios; entonces todos los manguletes tienen el mango corchado" sería una proposición coherente a los ojos de la razón, con independencia del significado de sus palabras, porque de las premisas se sigue necesariamente la conclusión.
Diremos pues que la primera proposición es relativamente cierta (relativa a la validez de las premisas y al significado de las palabras), mientras que la segunda es absolutamente falsa o falsa de necesidad. La razón, pues, forja el pensamiento no estableciendo verdades absolutas (casi ninguna verdad lo es), sino descartando falsedades absolutas que la razón identifica inequívocamente por contradictorias.

## Tipos de razonamiento

### Razonamiento abductivo
El razonamiento abductivo es un tipo de razonamiento que parte de la descripción de un hecho o fenómeno y llega a una hipótesis que lo explica. Tal hipótesis es conjetural, la mejor explicación o la más probable.

### Razonamiento deductivo
La filosofía tradicional de lógica primaria, era fundamentalmente deductiva y no inductiva. Por ello la experiencia constituye un fundamento cognoscitivo completamente secundario.
Los principios y conceptos, como esencias y leyes universales, podían ser intuidas por el entendimiento humano; por sí mismo (los principios) o a partir del conocimiento por experiencia de una serie de casos particulares (por abstracción).
La lógica deductiva discurre sobre lo que se sigue universalmente desde premisas dadas por la razón humana. Es esta la razón por la cual Aristóteles estableció los principios a priori para la lógica, todavía enseñados en nuestra época: el principio de identidad, el principio de no contradicción, el principio del tercero excluido y el principio de razón suficiente como axiomas evidentes y por tanto como verdades necesarias y universales, es decir, aplicables en todos los casos y en cualquier contexto.
Para Aristóteles el silogismo 

es un argumento en el cual, establecidas ciertas cosas, resulta necesariamente de ellas, por ser lo que son, otra cosa diferente.
Aristóteles An. Pr. I 24 b 18-23

Es decir, es un argumento categórico que va de lo necesario a lo necesario, basado en el ser de las cosas.
Sin embargo, hacer uso únicamente de la lógica deductiva puede llevar a errores. Pues se parte como verdad «universal» y "necesaria" de unos principios o leyes que no están confirmados por la experiencia concreta, sino, a lo sumo, en una generalización a partir de la observación de casos particulares, lo que nunca puede justificar un principio universal.
Así, Aristóteles se equivocó incluso en el número de dientes que tenían las mujeres, habiéndose podido enterar simplemente observando y contando.
En oposición al mero formalismo lógico los idealistas, y en especial Hegel, consideraron de otra forma el principio de contradicción en cuanto a lo Universal moral como «praxis» o conceptual y teórico. Propusieron el método dialéctico para partir de la materia concreta dada para llegar a la forma de abstracciones universales y luego proponer definiciones generales. El análisis deja lo concreto como fundamento y por medio de la abstracción de las particularidades, que aparentan ser inesenciales, pone de relieve lo universal concreto o sea la fuerza de ley general.

### Razonamiento inductivo
En el mismo sentido, el razonamiento inductivo, es el estudio de derivar una generalización o una ley a partir de observaciones. Este fue posteriormente incluido en el estudio de la lógica, y fue adoptado como el razonamiento básico de la investigación científica, combinándola cuando corresponde con la deducción. Este probablemente es el motivo del éxito y la certeza de los modelos científicos actuales. Es decir, la inclusión del razonamiento inductivo en las ciencias no es menor en nuestras vidas, nos permitió tener el modelo científico actual el cual nos ha dado una cantidad impresionante de tecnología y supuestas «verdades». 
En la ciencia moderna, el razonamiento inductivo basa sus conclusiones en las inferencias estadísticas. Es decir, se toma o registran una cantidad de datos sobre un fenómeno y se establecen conclusiones basadas en modelos probabilísticos, en la mayoría de los casos siguiendo la curva normal, acerca del fenómeno estudiado. La base filosófica del razonamiento inductivo la encontramos en el principio de razón suficiente, desarrollado, entre otros, por Leibniz.

### Contrastes
La diferencia entre la validez inductiva y la deductiva es la siguiente: una inferencia es deductivamente válida si y solo si, si no hay posible situación en la cual todas las premisas son verdaderas y la conclusión falsa. La noción de validez deductiva puede ser rigurosamente establecida para sistemas de lógica formal en términos de las bien entendidas nociones de la semántica. La validez inductiva, por el otro lado, requiere que se defina una “generalización rentable” a partir de un conjunto de observaciones. La tarea de proveer esta definición puede ser enfrentada de varias maneras, algunas menos formales que las otras; algunas de estas definiciones pueden usar modelos matemáticos de probabilidades. 
Kurt Gödel ha demostrado que en cualquier formalización consistente de las matemáticas que sea lo bastante fuerte para definir el concepto de números naturales, se puede construir una afirmación que ni se puede demostrar ni se puede refutar dentro de ese sistema y que ningún sistema consistente se puede usar para demostrarse a sí mismo.
Por tanto, en nuestra época los razonamientos deductivos e inductivos deben complementarse y trabajar juntos, buscando así la verdad sobre la realidad y el entorno.

## Historia
La razón como principio del conocimiento conceptual, que supera el conocimiento de la experiencia, como fenómeno opuesto a intelectual fue considerado fundamental en el pensamiento por los griegos, que consideraron esta cualidad como propiedad específica del alma humana, permitiendo así el lenguaje y el intercambio entre los hombres; convirtiendo la argumentación, la discusión y el diálogo en las acciones necesarias para el desarrollo intelectual, la búsqueda del conocimiento, y el establecimiento de relaciones políticas. 
La razón ha sido vista de este modo como la expresión privilegiada de las capacidades humanas, descalificando otras propiedades del espíritu. Tal ha sido sobre todo la consideración de la Razón con mayúsculas durante la Edad Moderna. En la actualidad se considera una facultad no desligada sino en perfecta unidad, que no en perfecta armonía, con las demás capacidades como los sentimientos y sobre todo la acción y adaptación en el entorno natural, cultural y social de cada individuo y grupo.

## Diversas concepciones

### El Logos socrático

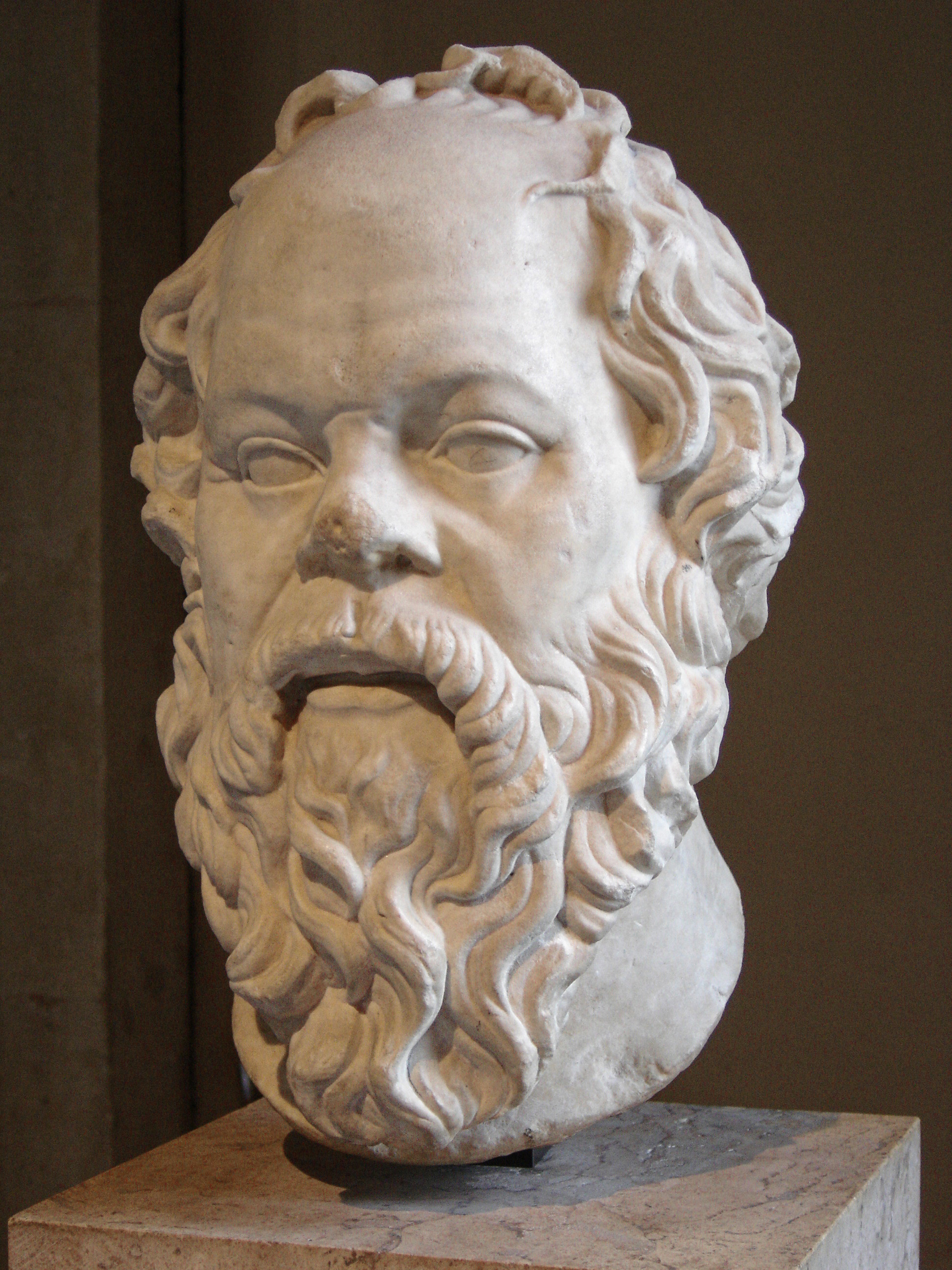
Retrato de Sócrates en mármol.

El Logos o razonamiento es considerado no como un instrumento, sino como una realidad que se impone a la mente y la arrastra. El razonamiento es un sentido, una realidad autónoma, superior al que razona, el cual solo mediante el razonamiento se pone en contacto con un mundo más alto. Sócrates siente que posee en su interior una fuente de revelación, una llave, que le abre las puertas de un mundo superior donde las cosas ya no son medianas, como el mundo de la realidad. Ya que lo que esta revelación interior nos entrega es la verdad misma, la verdad única, que se opone terminantemente a la verdad múltiple, personal y caprichosa de los sofistas, y también a la realidad fluyente de Heráclito. No es fácil comprender el asombro, el entusiasmo, el deslumbramiento que en las gentes del siglo V a. C. despertaba el uso de la razón. En ese entonces, conversar con Sócrates era como asistir a una fiesta o fantasmagoría, a un teatro extraordinario que nunca habían sido contemplado hasta entonces por el ser humano.

### Filosofía cristiana e islámica
La visión clásica de la razón, como muchas ideas neoplatónicas y estoicas importantes, fue fácilmente adoptada por la Iglesia primitivacuando los Padres de la Iglesia vieron la filosofía griega como un instrumento indispensable entregado a la humanidad para que podamos comprender la revelación. Por ejemplo, los más grandes entre los primeros Padres y Doctores de la Iglesia, como Agustín de Hipona, Basilio de Cesarea y Gregorio de Nisa, fueron tanto filósofos neoplatónicos como teólogos cristianos, y adoptaron la visión neoplatónica de la razón humana y sus implicaciones para nuestra relación con la creación, con nosotros mismos y con Dios.
Estas explicaciones neoplatónicas de la parte racional del alma humana también fueron estándar entre los filósofos islámicos medievales y siguen siendo importantes en la filosofía iraní.A medida que el intelectualismo europeo se recuperaba de la Edad Media, la herencia patrística cristiana y la influencia de los grandes eruditos islámicos como Averroes y Avicena produjeron la visión escolástica de la razón a partir de la cual se ha desarrollado nuestra idea moderna de este concepto.
Entre los escolásticos que se basaron en el concepto clásico de razón para el desarrollo de sus doctrinas, ninguno fue más influyente que Santo Tomás de Aquino, quien puso este concepto en el centro de su Ley Natural. En esta doctrina, Thomas concluye que debido a que los humanos tienen razón y debido a que la razón es una chispa de lo divino, cada vida humana es invaluable, todos los humanos son iguales y cada ser humano nace con un conjunto intrínseco y permanente de derechos básicos.Sobre esta base, la idea de derechos humanos sería construida más tarde por los teólogos españoles de la Escuela de Salamanca.
Otros escolásticos, como Roger Bacon y Albertus Magnus, siguiendo el ejemplo de eruditos islámicos como Alhazen, enfatizaron la razón como una capacidad humana intrínseca para decodificar el orden creado y las estructuras que subyacen a nuestra realidad física experimentada. Esta interpretación de la razón fue fundamental para el desarrollo del método científico en las primeras universidades de la Alta Edad Media.

### La razón centrada en el sujeto en la filosofía moderna temprana
La era moderna temprana estuvo marcada por una serie de cambios significativos en la comprensión de la razón, comenzando en Europa. Uno de los cambios más importantes implicó un cambio en la comprensión metafísica de los seres humanos. Los científicos y filósofos comenzaron a cuestionar la comprensión teleológica del mundo.Ya no se suponía que la naturaleza fuera humana, con sus propios objetivos o razón, y ya no se suponía que la naturaleza humana funcionara de acuerdo con nada más que las mismas "leyes de la naturaleza" que afectan a las cosas inanimadas. Esta nueva comprensión finalmente desplazó la visión del mundo anterior que derivaba de una comprensión espiritual del universo.

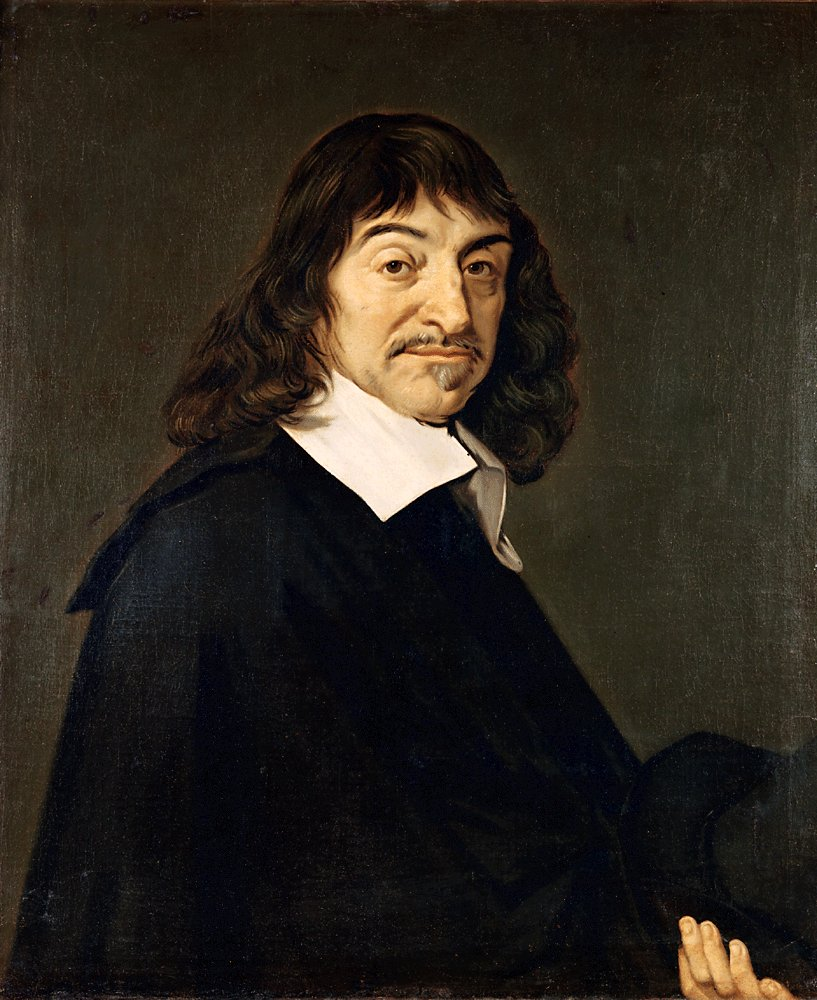
René Descartes.

En consecuencia, en el siglo XVII, René Descartes rechazó explícitamente la noción tradicional de los humanos como "animales racionales", sugiriendo en cambio que no son más que "cosas que piensan" en la línea de otras "cosas" de la naturaleza. Por lo tanto, cualquier base de conocimiento fuera de ese entendimiento estaba sujeta a dudas.
En su búsqueda de un fundamento para todo conocimiento posible, Descartes decidió poner en duda todo conocimiento, excepto el de la mente misma en el proceso de pensar:

Por el momento no admito nada que no sea necesariamente cierto. Por eso no soy más que una cosa pensante; es decir, una mente, un intelecto, una comprensión o una razón, palabras cuyo significado antes ignoraba.

Esto finalmente llegó a ser conocido como razón epistemológica o "centrada en el sujeto", porque se basa en el sujeto cognoscente, que percibe al resto del mundo y a sí mismo como un conjunto de objetos que deben ser estudiados y dominados con éxito, aplicando el conocimiento acumulado a través de dicho estudio. Rompiendo con la tradición y con muchos pensadores posteriores a él, Descartes explícitamente no dividió el alma incorpórea en partes, como la razón y el intelecto, sino que las describió como una entidad incorpórea indivisible.
Un contemporáneo de Descartes, Thomas Hobbes, describió la razón como una versión más amplia de "suma y resta" que no se limita a los números. Esta comprensión de la razón a veces se denomina razón "calculadora". Al igual que Descartes, Hobbes afirmó que "Ningún discurso, sea cual sea, puede terminar en un conocimiento absoluto de un hecho, del pasado o del futuro", pero que "los sentidos y la memoria" son conocimiento absoluto.
Desde finales del siglo XVII hasta el siglo XVIII, John Locke y David Hume desarrollaron aún más la línea de pensamiento de Descartes. Hume lo tomó en una dirección especialmente escéptica, proponiendo que no podría haber posibilidad de deducir relaciones de causa y efecto y, por lo tanto, ningún conocimiento se basa únicamente en el razonamiento, incluso si parece lo contrario.
Hume observó la famosa frase: "No hablamos estricta y filosóficamente cuando hablamos del combate de la pasión y de la razón. La razón es, y sólo debe ser, esclava de las pasiones, y nunca puede pretender ningún otro cargo que el de servir y obedecerlos" La razón no es más que un instinto maravilloso e ininteligible de nuestra alma, que nos lleva a lo largo de una serie de ideas y las dota de cualidades particulares, según sus situaciones y relaciones particulares".
Hume también llevó su definición de razón a extremos poco ortodoxos al argumentar, a diferencia de sus predecesores, que la razón humana no es cualitativamente diferente de simplemente concebir ideas individuales o de juicios que asocian dos ideas, y que "la razón no es más que una maravillosa e ininteligible instinto en nuestras almas, que nos lleva a lo largo de un cierto tren de ideas, y les dota de cualidades particulares, según sus situaciones y relaciones particulares".De esto se sigue que los animales tienen razón, sólo que mucho menos compleja que la Razón humana.

### Definiciones kantianas

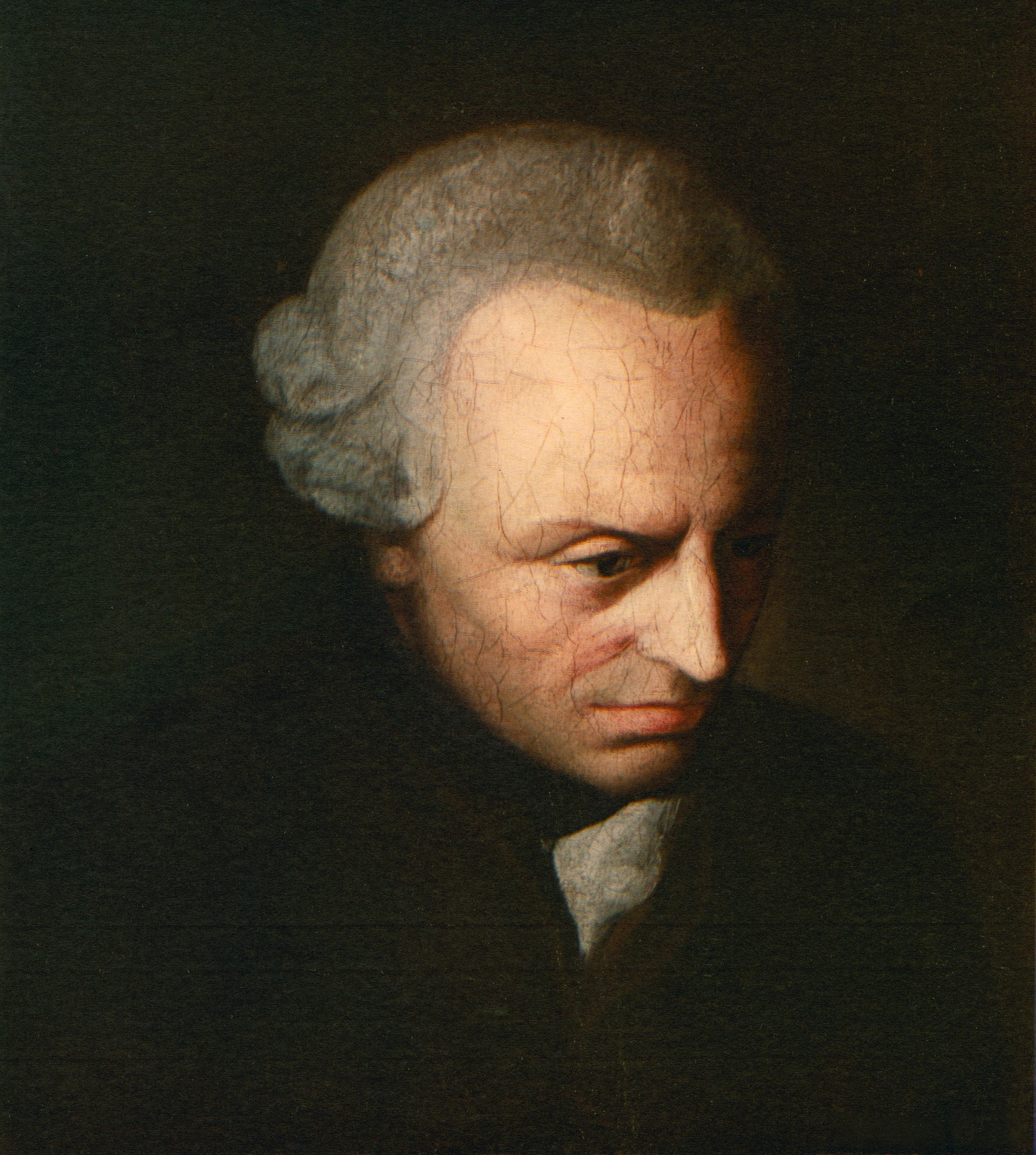
Retrato de Immanuel Kant (1724-1804).

Según Kant, en un sentido general, la razón (Vernunft) es la facultad formuladora de principios en contraposición al concepto entendimiento (Verstand). El filósofo distingue en Razón Teórica y Razón Práctica, no tratándose estas de dos razones distintas, sino de dos usos distintos de la misma y única razón. Cuando dichos principios se refieren a la realidad de las cosas, es decir, si usamos la Razón para el conocimiento de la realidad, estamos ante el uso teórico de la Razón. Cuando dichos principios tienen como fin la dirección de la conducta, le estamos dando a la razón un uso práctico. En su uso teórico la Razón genera juicios y en su uso práctico imperativos o mandatos. 
En un sentido más restringido y en el contexto de la Crítica de la razón pura, la razón es la facultad de las argumentaciones, la facultad que nos permite fundamentar unos juicios en otros, y que junto con la sensibilidad y el entendimiento componen las tres facultades cognoscitivas principales que Kant estudió. Marcando la proporcionalidad de las ideas de Aristóteles con las ideas del razonamiento expuesto por Kant, se podría inferir un uso de la razón lógica en aquellos procesos de conocimiento